# Hipopituitarismo
El hipopituitarismo es un término médico usado para una disminución anormal de las hormonas secretadas por la glándula hipófisis. El hipopituitarismo puede ser primario (por ausencia o destrucción de las células hipofisarias) o secundario (por déficit de estimulación por alteración del hipotálamo o por sección del tallo hipofisario) dependiendo del sitio que esté afectado. Los síntomas comienzan cuando se ha destruido el 75% de la glándula, mientras que el déficit total aparece cuando la destrucción es inferior al 90%.
Glándula pituitaria o hipófisis son sinónimos.

## Etiología
- Tumores: adenomas, craneofaringiomas, gliomas o tumores germinales
- Necrosis isquémica (síndrome de Sheehan)
- Cirugía o radiación
- Enfermedades granulomatosas
- Enfermedad hipotalámica
- Hipófisis autoinmune
- Infecciones crónicas (tuberculosis, hongos, sífilis)
- Diabetes
- Causas metabólicas: amiloidosis, hemocromatosis

## Cuadro clínico
Las manifestaciones clínicas del hipopituitarismo van a depender del tipo de hormona que se encuentra en déficit, de la edad del paciente, del tiempo de instauración y de la extensión de la afección. Atendiendo a esta última, la insuficiencia hipofisaria se clasifica en dos tipos:
- Global o panhipopituitarismo: Se refiere al déficit total de hormonas hipofisarias secretadas por la glándula.
- Parcial: Se refiere al déficit de dos o más hormonas hipofisarias. Es selectivo o aislado si solo hay una hormona hipofisaria afecta.

Las manifestaciones generales del hipopituitarismo incluyen: cefalea, astenia, anorexia, pérdida de peso, alteraciones en la visión, etc.
Las manifestaciones específicas dependiendo del defecto que haya incluyen:
- Déficit de hormonas dependientes de GnRH (hormona liberadora de gonadotropinas): LH (hormona luteinizante) y FSH (hormona foliculoestimulante). Es la manifestación más común en adultos con hipopituitarismo. En mujeres se desencadena un hipoestrogenismo secundario, con amenorrea, atrofia de genitales externos y mamario, disminución de la libido, e infertilidad, entre otros. En hombres, debido al hipoandrogenismo secundario hay disminución de la libido y disfunción eréctil, atrofia testicular, disminución de la fuerza muscular, entre los más importantes. En ambos sexos se pierden los caracteres sexuales secundarios.
- Déficit de TSH (tirotropina): Se produce un hipotiroidismo secundario, indistinguible clínicamente del primario, pero en general de menor severidad.
- Déficit de ACTH (hormona adrenocorticotropa): Se desencadena una insuficiencia corticosuprarrenal secundaria (insuficiencia adrenal).
- Déficit de PRL (prolactina): Solo es evidente por la incapacidad de amamantar después del parto, en este caso la causa más común del hipopituitarismo es el síndrome de Sheehan.
- Déficit de GH (hormona somatotropa): No es evidente en adultos, pero suele ser la primera manifestación de panhipopituitarismo en niños.